# 亚特兰大冰岛航空
亞特蘭大冰島航空（Air Atlanta Icelandic）是一間位於冰島科帕沃于爾的航空公司。航空公司主要业务为飛機租賃。该航空公司也提供冰島遊覽的包機服務。在2007年中期，航空公司開始重視於航空貨運服務。航空公司的基地位於凱夫拉維克國際機場。

## 歷史
航空公司在1986年2月10日正式成立，由機長Arngrimur Johannsson和他的妻子Thora Gudmundsdottir創立，在1986年開始營運。他們的第一份合同是向加勒比航空公司濕租一架波音707-320去設立航線倫敦至巴巴多斯。在1988年，航空公司租賃飛機給非洲航空。這將成為一個重要組成部分的結構對於後來的航空公司。
在1992年，亞特蘭大冰島航空開始提供載客服務。第一班載客服務是由洛歇L-1011飛行。後來，航空公司加入了聯合國維和空運，把聯合國代表由南斯拉夫社會主義聯邦共和國飛往尼日利亞和法國。
在1993年，亞特蘭大冰島航空的波音747交付。同年，航空公司與Samvinn Travel簽署合同，開始在國內提供包機服務。然後，亞特蘭大冰島航空使用波音737飛行由金邊至曼谷航線。

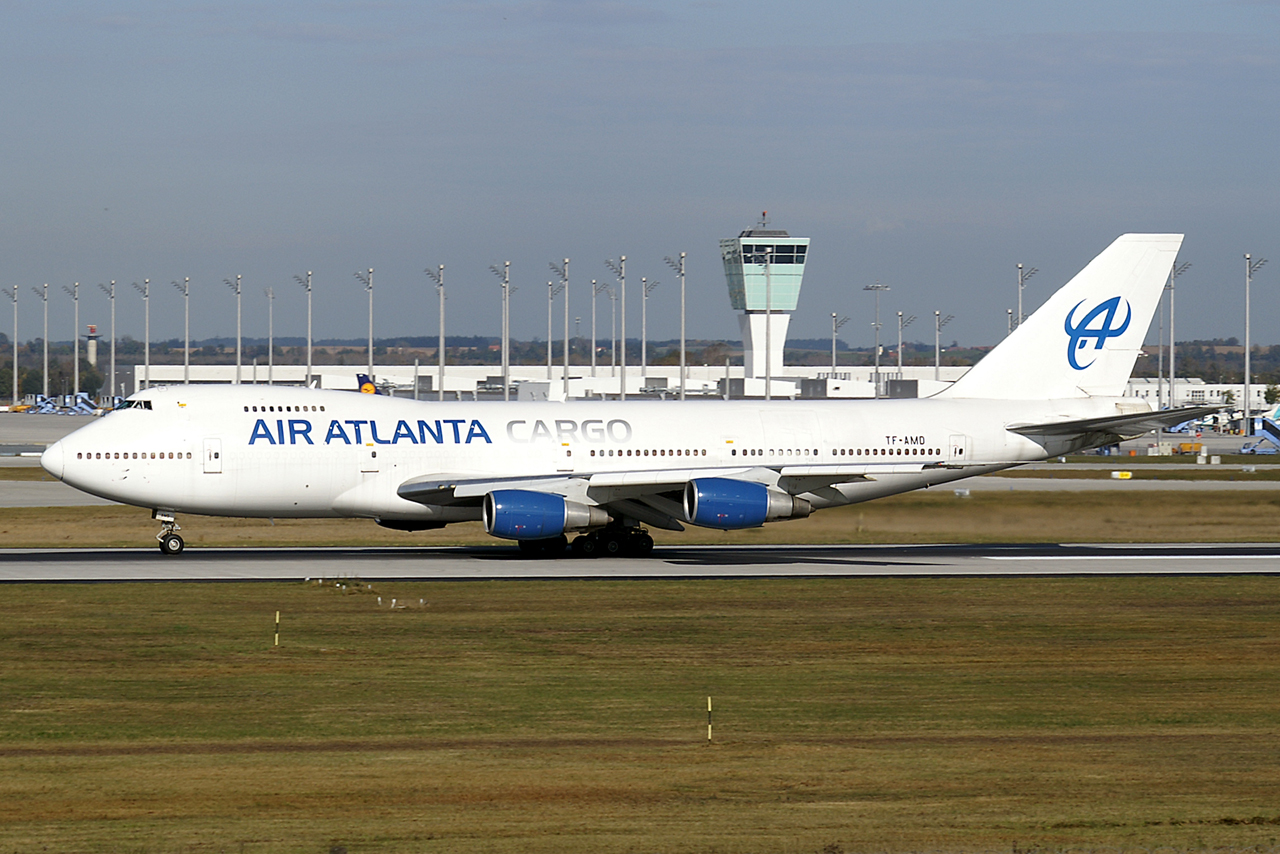
亞特蘭大貨運航空的一架波音747-200

在1994年，航空公司獲得一些經營權服務，服務很多其他國家的航線，包括美國。他們還有一個航班往哥倫比亞和菲律賓，他們被允許經營國內包機。在這個時候，又開始在葡萄牙設立航線。
在1996年，一對夫妻租用亞特蘭大冰島航空的洛歇L-1011去舉辦一個天上婚禮。那對夫妻和賓客的飛機是經過飛越北極圈，而婚禮進行在飛機上。
2007年中，航空公司決定集中於貨運服務。公司將大部的乘客艙航機改裝成載貨用航機。

## 目的地
在2007年3月，亞特蘭大冰島航空有以下目的地：
- 冰島
  - 雷克雅未克
- 伊朗
  - 德黑蘭
- 英國
  - 倫敦
  - 曼徹斯特
- 美國
  - 安克雷奇
  - 奧蘭多

## 機隊
在2008年2月，亞特蘭大冰島航空有以下機隊：
- 5 空中巴士 A300-600F（其中2架提供給阿提哈德貨運航空，1架提供給馬來西亞航空貨運）
- 1 波音 747-200F（1架提供給沙特阿拉伯貨運航空）
- 6 波音 747-200SF（其中4架提供給馬來西亞航空貨運）
- 7 波音 747-300（其中3架提供給沙特阿拉伯航空）
- 1 波音 747-400F
- 1 波音 747-400SF（1架提供給沙特阿拉伯貨運航空）

## 外部連結
- 官方網站 （页面存档备份，存于）
- 機隊